# Pomnik Woodrowa Wilsona w Poznaniu

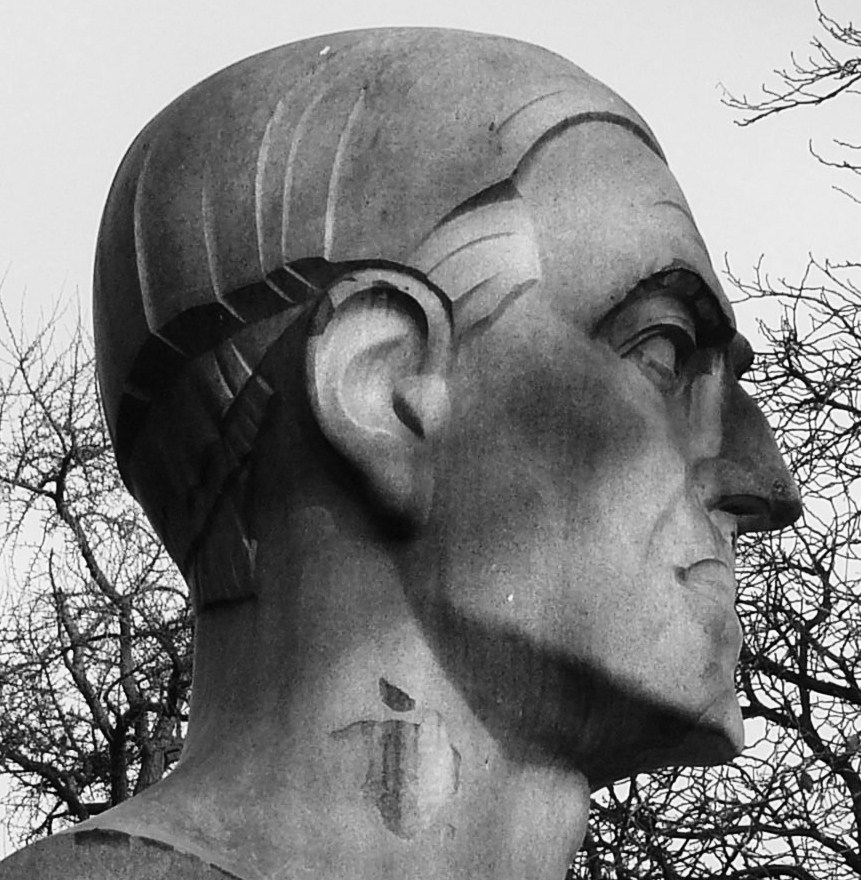
Profil

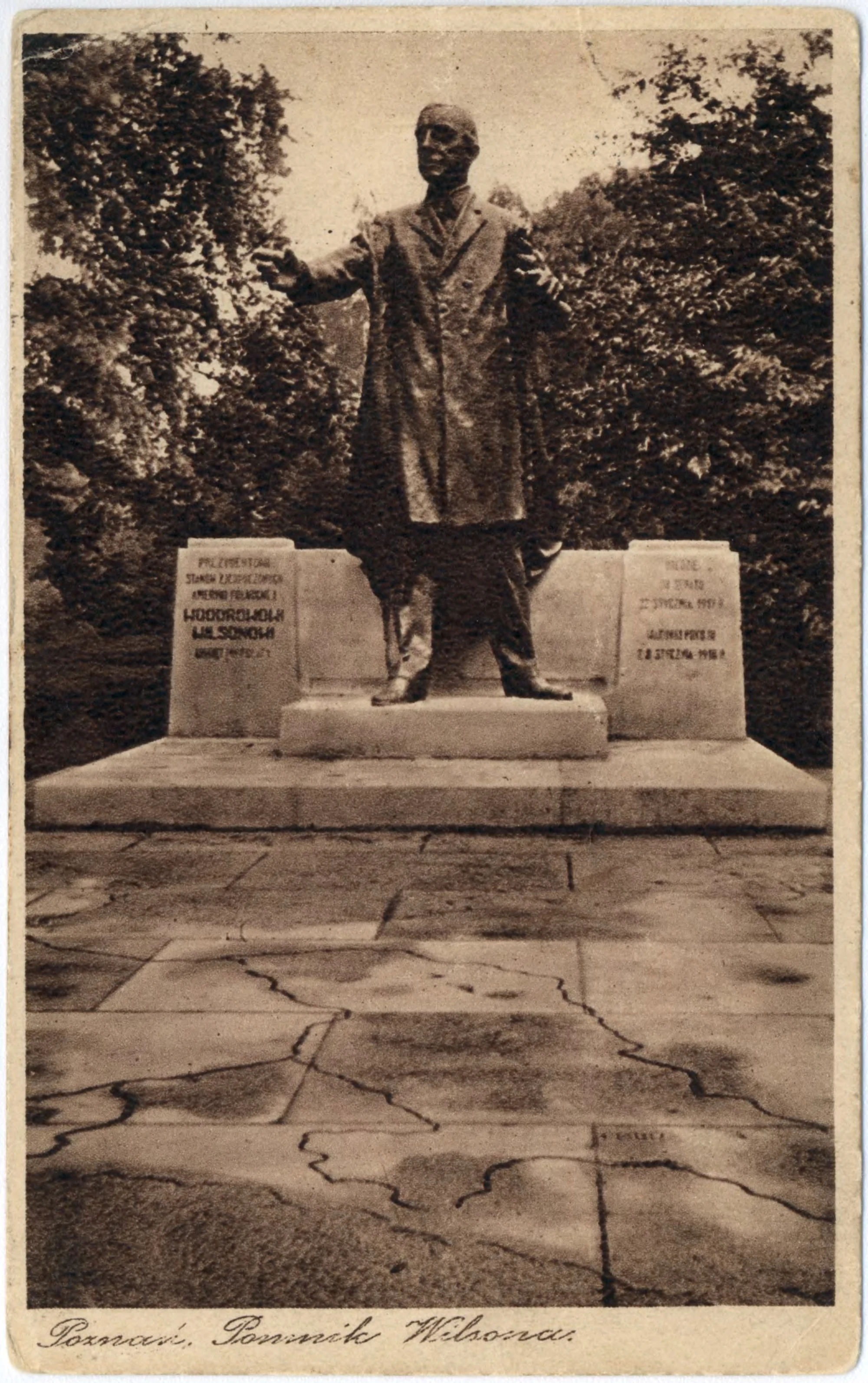
Pierwszy, nieistniejący pomnik Woodrowa Wilsona, odsłonięty 4 lipca 1931

Pomnik Woodrowa Wilsona w Poznaniu – pomnik przedstawiający postać 28. prezydenta USA – Thomasa Woodrowa Wilsona, zlokalizowany w Parku Wilsona w Poznaniu przy głównym wejściu od strony ul. Głogowskiej.

## Historia
Mocne stanowisko proamerykańskie reprezentował w swojej polityce prezydent Cyryl Ratajski, mający nadzieję na uzyskanie dla miasta korzystnych amerykańskich kredytów inwestycyjnych. Już w 1924 roku rozmawiał o pomniku z Ignacym Paderewskim, a 4 lipca 1926 roku, goszcząc pierwszego sekretarza ambasady USA w Warszawie Fredericka P. Hibbarda, silnie rozbudował program uroczystości w Parku Wilsona.
W roku 1928 władze Poznania ogłosiły konkurs na pomnik Woodrowa Wilsona. Konkurs wygrała Zofia Trzcińska-Kamińska. Popiersie prezydenta z szarego czeskiego granitu artystka ukończyła w 1929 roku. W tym czasie, całopostaciowy pomnik Woodrowa Wilsona ofiarował Poznaniowi Ignacy Paderewski. Pomnik wykonał znany amerykański rzeźbiarz John Gutzon de la Mothe Borglum. Władze miasta przyjęły ofiarowany pomnik i został on odsłonięty 4 lipca 1931 (pierwotnie planowano postawić go przed Bazarem). Z uroczystości przeprowadzono pierwszą w historii Polski bezpośrednią transmisję radiową do Ameryki. Obecny był m.in. prezydent Ignacy Mościcki, ale zabrakło Ignacego Paderewskiego, który odmówił uczestnictwa z uwagi na chorobę żony, a także w proteście przeciwko osadzeniu przywódców opozycji politycznej w twierdzy, po procesie brzeskim.
Zofia Trzcińska-Kamińska, w ramach rekompensaty, dostała zlecenie na wykonanie pomnika Tadeusza Kościuszki. Pomnik autorstwa Gutzona Borgluma został zniszczony przez Niemców.
Po wojnie park nazwano imieniem Marcina Kasprzaka. W roku 1963 ustawiono w parku pomnik nowego patrona. W 1990 roku park odzyskał poprzedniego patrona, a pomnik Marcina Kasprzaka został przeniesiony do Czołowa, miejsca urodzenia rewolucjonisty.
Popiersie Woodrowa Wilsona, wykonane przez Zofię Trzcińską-Kamińską odnalazło się na terenie bazy Miejskiego Przedsiębiorstwa Remontowo-Budowlanego nr 3 w Poznaniu. Od czasów okupacji do roku 1974 było zakopane w ziemi. Stan popiersia był bardzo zły. Kamień był mocno zanieczyszczony i posiadał liczne ubytki. W ramach prac konserwatorskich rzeźba została oczyszczona i zrekonstruowano ubytki. Całość została pokryta zaprawą i przeszlifowana. Po zakończeniu prac konserwatorskich popiersie zostało ustawione w maju 1994 roku na specjalnie wykonanym cokole obłożonym fińskim granitem, w pobliżu głównego wejścia do parku.  